# Marcel Riedewald
Marcel Riedewald (11 de mayo de 1967) es un exfutbolista surinamés que jugó en la posición de defensa. 

## Carrera profesional
Formado en la cantera del SV Robinhood, Riedewald fue un jugador emblemático de ese club en las décadas del 90 y 2000.

## Selección nacional
Riedewald fue internacional con la selección de Surinam. Participó en tres eliminatorias mundialistas (1994, 1998, 2002), jugando en total 8 partidos de clasificatorias al Mundial. También disputó la fase final de la Copa del Caribe 1996, alcanzando las semifinales del torneo con su país y anotando dos tantos, el primero de penal ante Jamaica en la primera ronda y el segundo en el partido por el 3° lugar ante Martinica. Volvió a participar de la fase final en la Copa del Caribe 2001, jugando dos encuentros de la primera fase (ante Cuba y San Cristóbal y Nieves).

## Palmarés

### Campeonatos nacionales
| N.º | Título                      | Club         | País    | Temporada / Año |
| --- | --------------------------- | ------------ | ------- | --------------- |
| 1   | Primera división de Surinam | SV Robinhood | Surinam | 1993-94         |
| 2   | Supercopa                   | SV Robinhood | Surinam | 1994            |
| 3   | Primera división de Surinam | SV Robinhood | Surinam | 1994-95         |
| 4   | Supercopa                   | SV Robinhood | Surinam | 1995            |